# Hans Bernoulli
Pour les articles homonymes, voir Famille Bernoulli.
 (avril 2023).
Hans Benno Bernoulli, (né à Bâle le 17 février 1876 et décédé également à Bâle le 12 septembre 1959) est un architecte et politicien suisse, urbaniste et professeur à l’EPFZ.

## Biographie
Hans Bernoulli est le fils du mathématicien Theodor Bernoulli et le frère de l’orthophoniste Elisabeth Bernoulli. Après avoir échoué dans ses études secondaires au gymnase de Bâle, et interrompu une formation d’employé de commerce, il commence, en 1894, un apprentissage de dessinateur en bâtiment dans le cabinet des architectes Alfred Romang et Wilhelm Bernoulli. Après l’obtention de son certificat, il poursuit ses études en 1897 et 1898 à la Technische Hochschule de Munich (où il suit notamment les cours de Friedrich von Thiersch) puis à la Technische Universität de Karlsruhe en 1900 et jusqu’en 1902 à Darmstadt et Berlin. 
En 1902, il s'établit à Berlin, où il s’associe avec Louis Rinkel. Il voyage beaucoup pour ses affaires, en particulier en Autriche, en Italie et au Danemark. En 1904, il épouse Anna Ziegler, fille du pasteur Heinrich Ziegler.
En 1912, il retourne dans sa ville natale où il devient architecte responsable et membre du comité directeur de la Basler Baugesellschaft. Il enseigne également à l’école polytechnique de Zurich où il est nommé professeur en 1919.
En 1938, il est au cœur d’un scandale lié à la publication de certains de ses poèmes satiriques sur le monde de la finance et de la politique, ce qui lui coûte son poste d’enseignant. Il est élu au Conseil des États en 1947 sous la bannière du Parti libéral-socialiste et y défend une politique sociale, prônant la mise en place des concepts d'économie libre énoncés par Silvio Gesell. Il est également à l’origine du programme fédéral de construction de HLM en Suisse.
Il décède chez lui, à l’âge de 83 ans.

## Œuvres
Le travail architectural de Bernoulli est fortement basé sur la notion de « juste-évolution » de planification des villes, et des idées de la cité-jardin favorisées par Ebenezer Howard et Raymond Unwin. Parmi ses nombreuses réalisations, on peut citer : 
- la Bernoullistrasse à Bâle
- l'hôtel Baltic à Berlin, Invalidenstraße (1910)
- sur le Rebgasse, la Bernoulli-Häuser (1919) à Grenchen
- Wasserhaus Genossenschaftssiedlung (1920–1921) à Münchenstein
- sur la Hardturmstrasse, la Bernoullihäuser (1924-1929) à Zürich

## Publications

### Architecture
- Aus dem Skizzenbuch eines Architekten (Bâle, 1943)
- Die organische Erneuerung unserer Städte (Bâle, 1942)
- Die Stadt und ihr Boden (Erlenbach, 1943)
- Zeitschrift für eine natürliche Wirtschaftsführung

### Politique
- Der Goldschwindel (Berne, 1927)
- Im Irrgarten des Geldes : freiwirtschaftliche Geschichte des Währungssystem (Berne, 1935)

### Musique
- Das Karnickel und andere blutige Späße über unsere Wirtschaftsführung : Gedichte (Berne, 1939)
- Der Staatsknecht und andere Reimereien über die Nöte unserer Zeit : Gedichte (Seltisberg, 1991)